# Kino Światowid w Krakowie
Kino Światowid – zlikwidowane kino w Krakowie. Mieściło się na osiedlu Centrum E 1 w Nowej Hucie.
Budynek kinowy został wybudowany w latach 1955-1957, według projektu A. Uniejewskiego i jest klasycznym przykładem architektury socrealizmu. Powierzchnia budynku: 3480 m², kubatura: 23265 m³. Posiadało dwie sale projekcyjne: dużą z balkonem i małą. Wnętrza i meble zostały zaprojektowane indywidualnie dla kina, przez zespół którym kierował architekt wnętrz Marian Sigmund.
Kino działało od 1957 do 1992 roku jako jedno z dwóch dużych nowohuckich kin tamtego okresu. Kino "Świt" (na Osiedlu Teatralnym) rozpoczęło swoją działalność w 1953. W Nowej Hucie powstało także mniejsze studyjne kino "Sfinks", które jako jedyne funkcjonuje do dziś.
Dużą salę kina Światowid otwarto 21 lipca 1957, w przeddzień święta narodowego. Mała sala kinowa otwarta została 10 grudnia 1957.
W latach 2008–2012 budynek był siedzibą Muzeum PRL-u w Nowej Hucie – Krakowskiego Oddziału Muzeum Historii Polski. 
Od 2013 było siedzibą Muzeum PRL-u współprowadzonego przez gminę miejską Kraków oraz Ministerstwo Kultury i Dziedzictwa Narodowego.
W 2019 r. Muzeum PRL-u zostało połączone z oddziałem Dzieje Nowej Huty Muzeum Historycznego Miasta Krakowa. Na ich bazie powstało Muzeum Nowej Huty oddział Muzeum Krakowa..

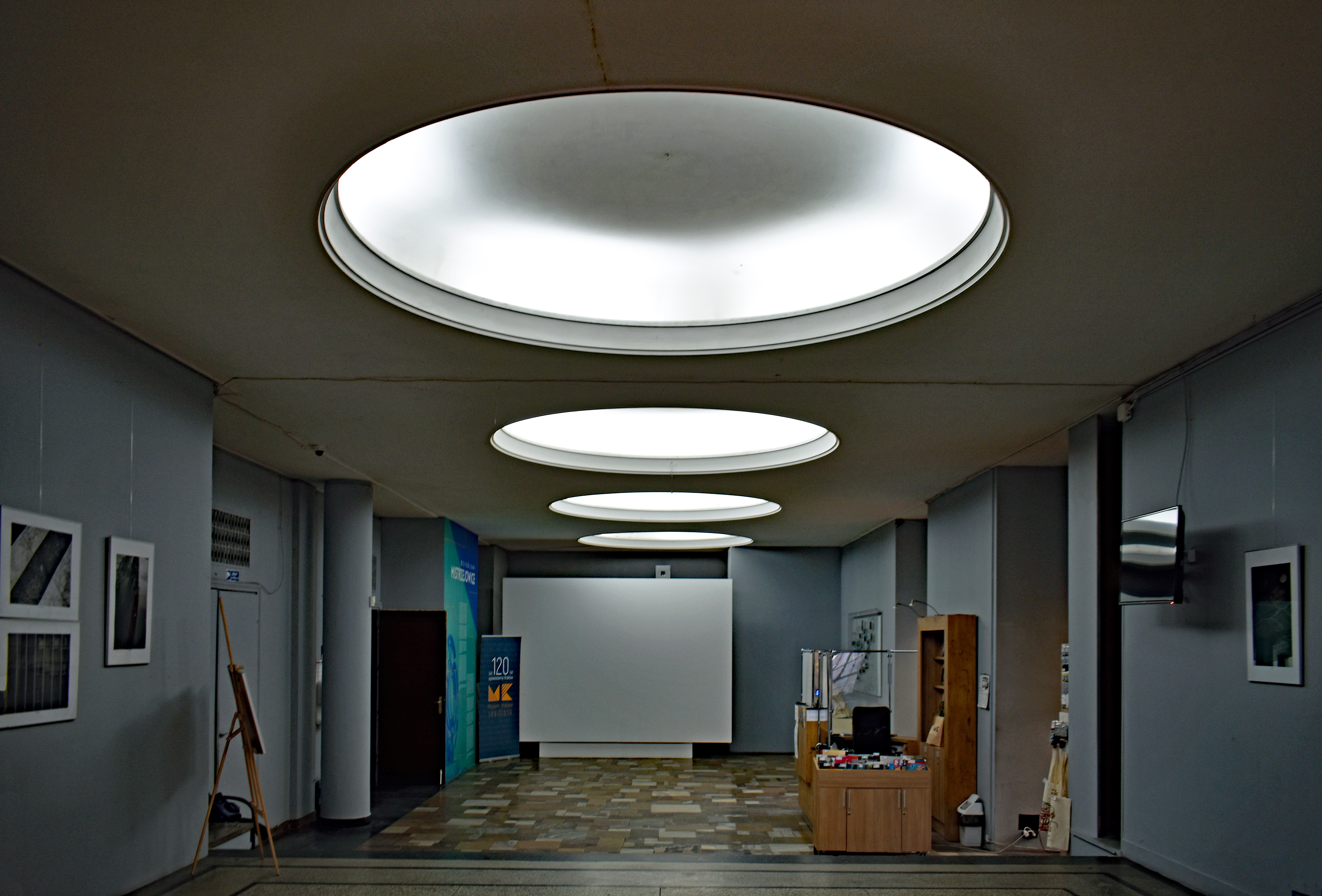
Foyer, stan w 2022.
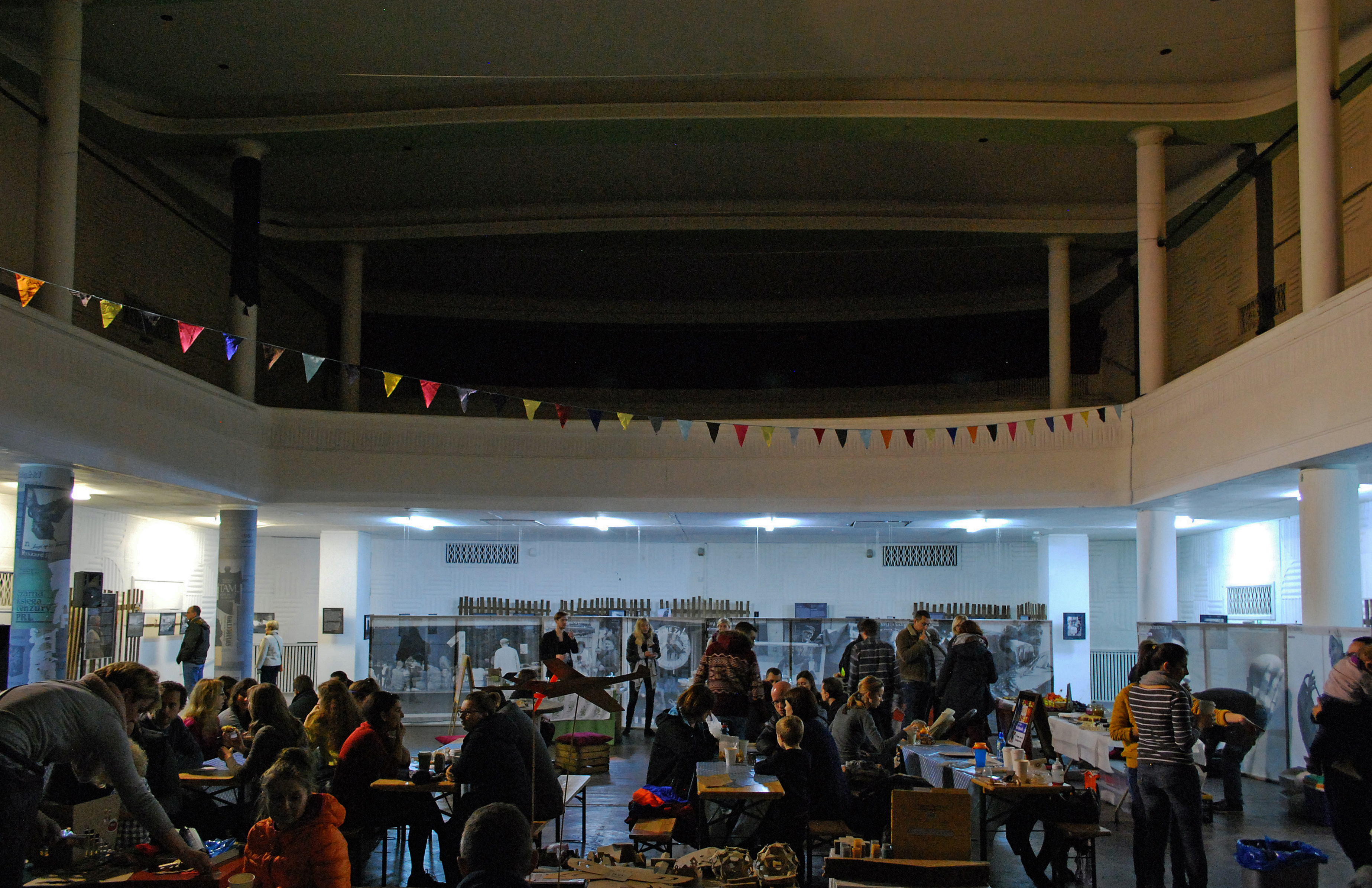
Duża sala, stan w 2014.
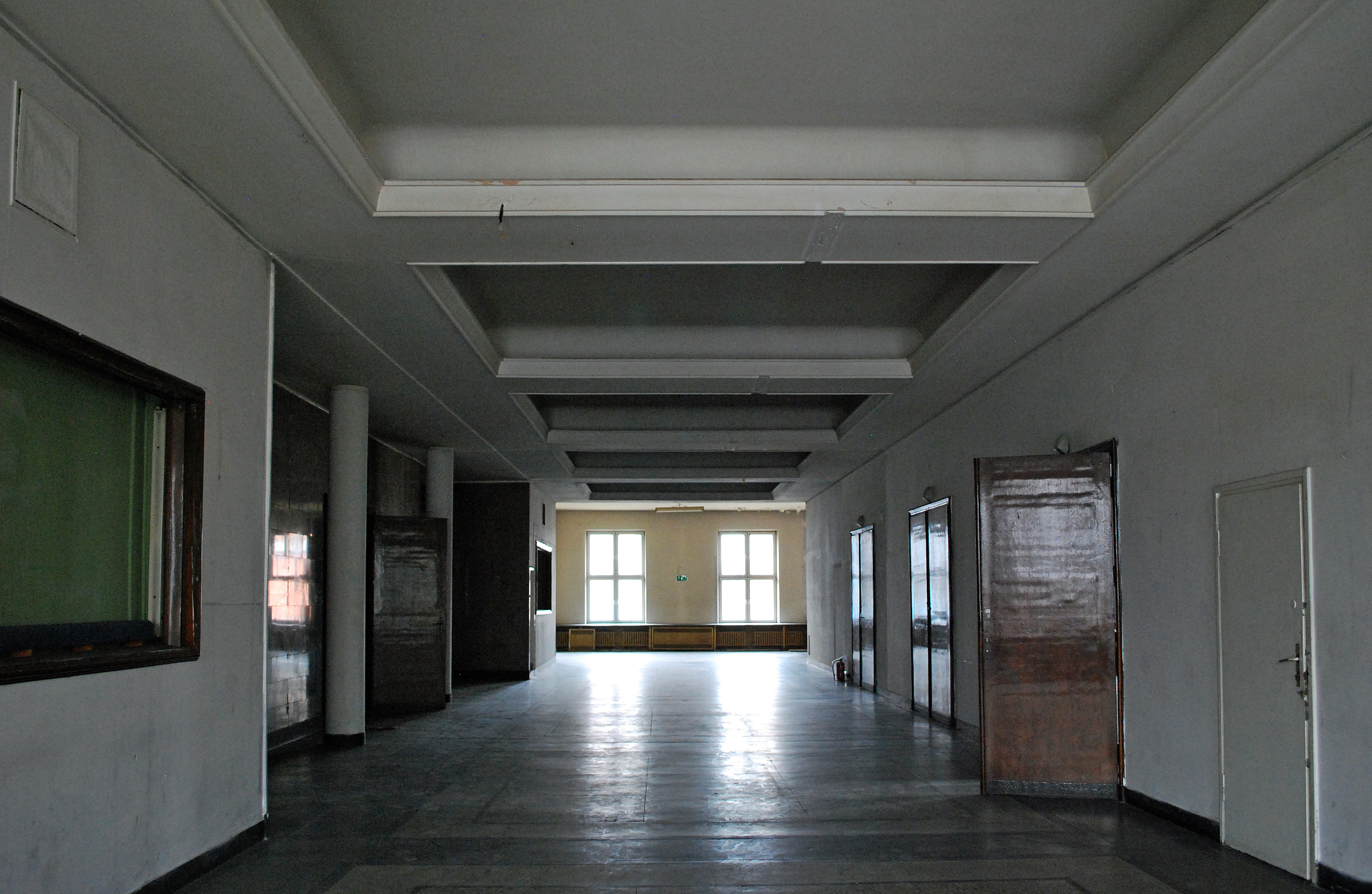
Korytarz na piętrze, po prawej wejście na małą salę, po lewej na balkon dużej sali.
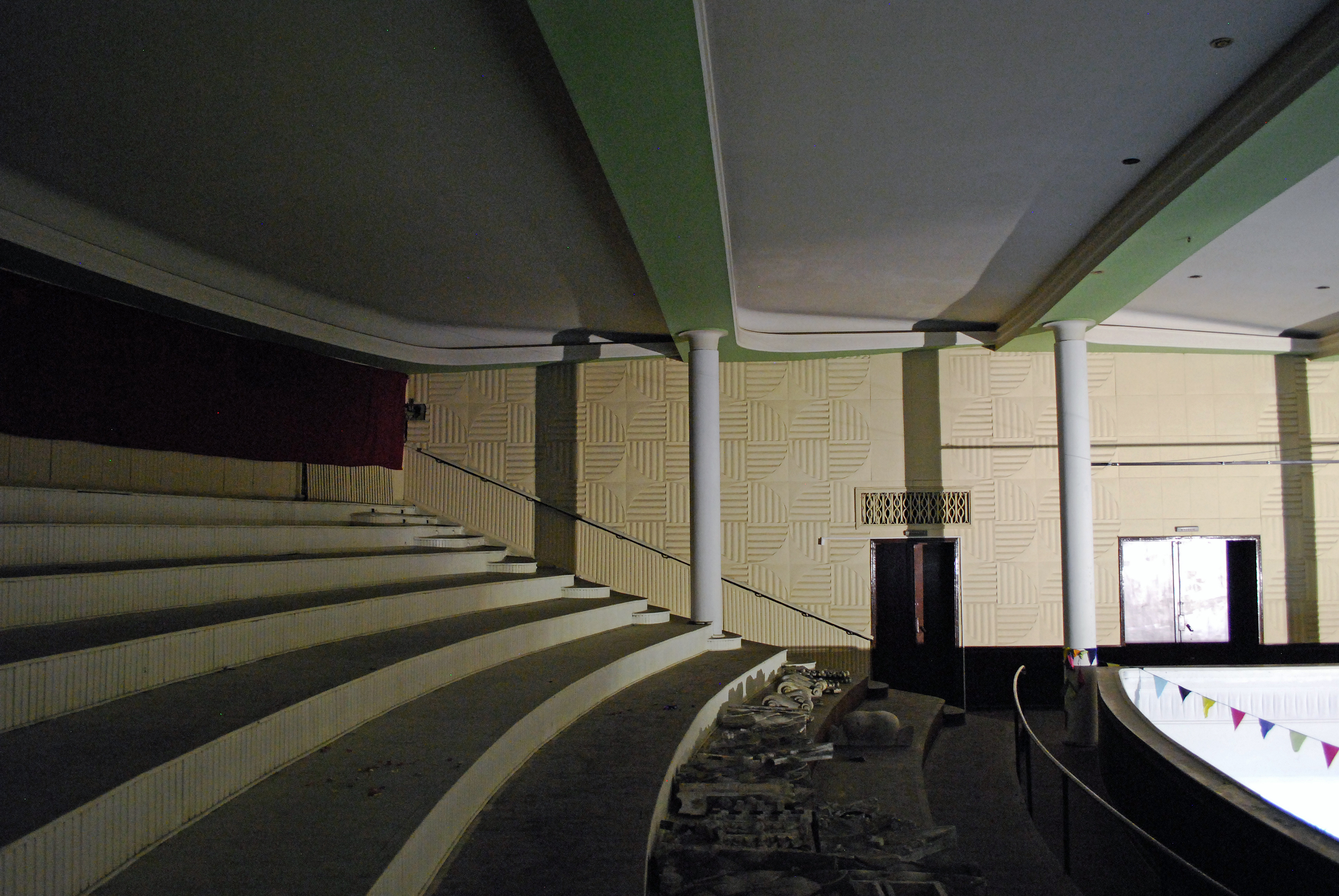
Balkon dużej sali.
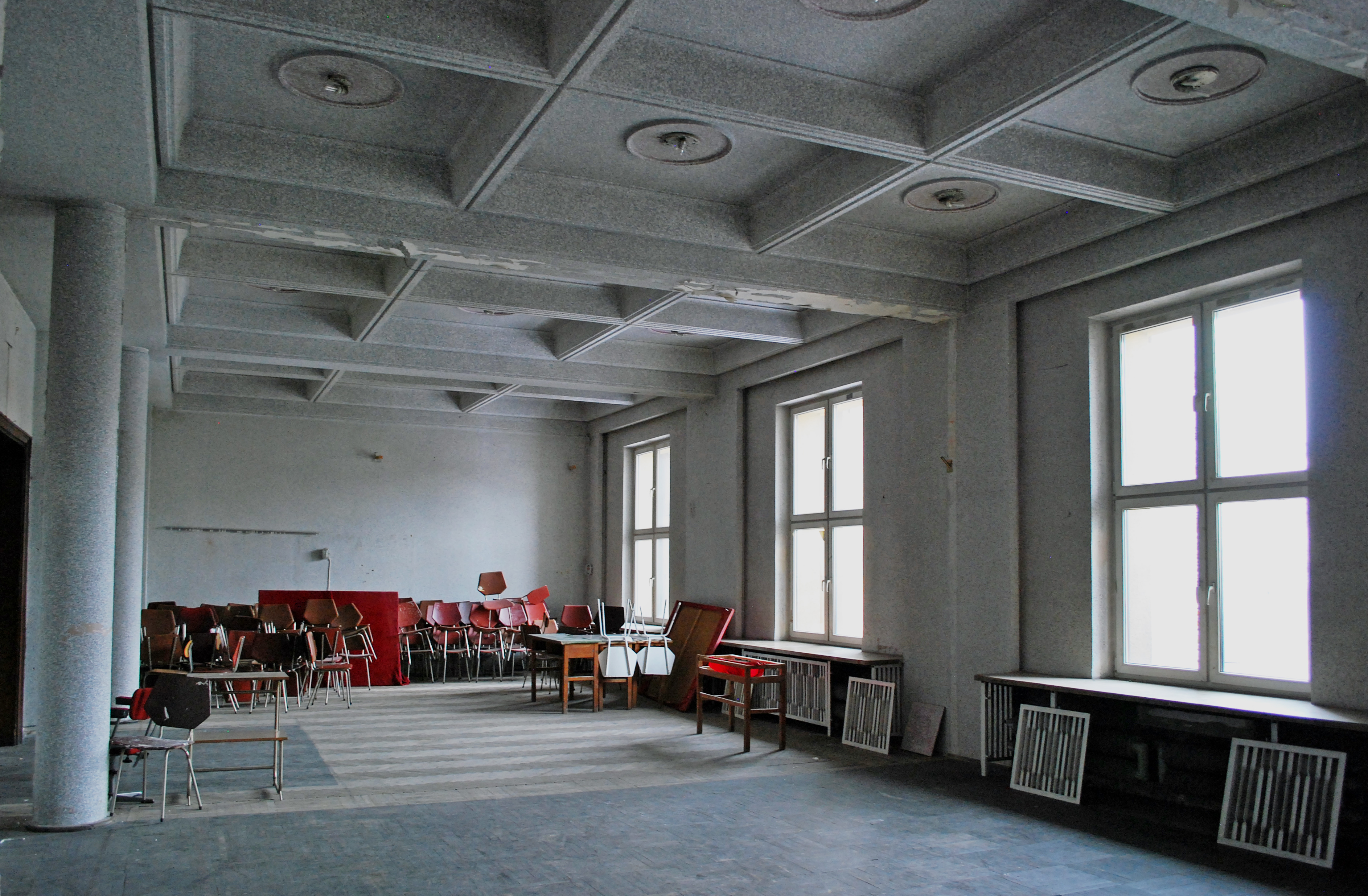
Mała sala.
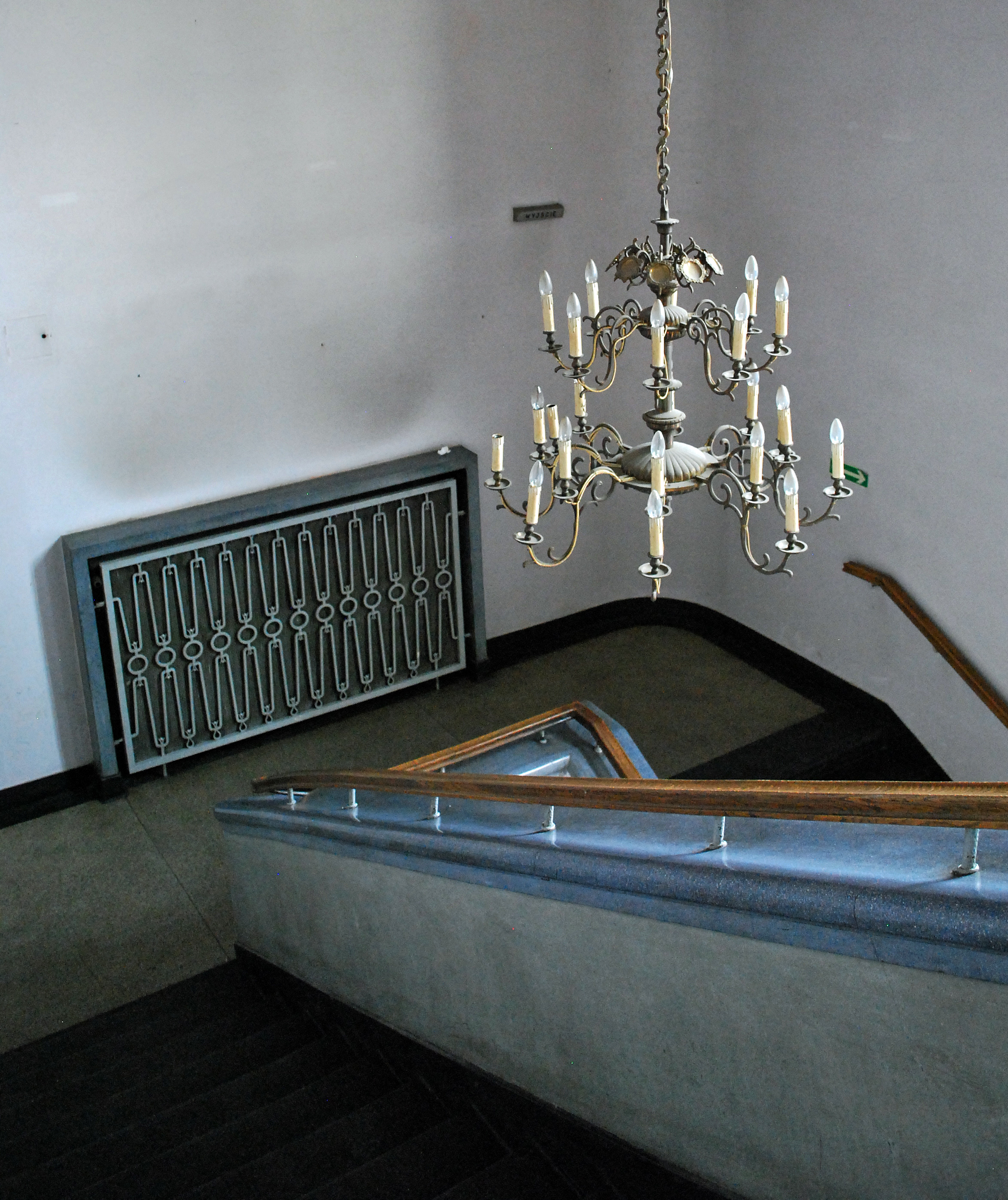
Klatka schodowa.